# Ana Belén Vázquez Blanco
Ana Belén Vázquez Blanco (Bande, 27 de enero de 1975) es una política española miembro del Partido Popular de Galicia. Es diputada por Orense desde 2016 y lo fue también entre el 2000 y 2015. Fue alcaldesa del municipio orensano de Bande entre 2006 y 2007. Es secretaria de Interior del PP.

## Biografía

### Profesión
Licenciada en Derecho por la Universidad de Vigo, posee un curso en gestión pública por la IESE Business School. Es funcionaria del cuerpo superior de la administración local. Opositó a Escala Ejecutiva del Cuerpo Nacional de Policía, sin llegar a finalizar el proceso y no llegando a ser policía nacional.

### Carrera política
Fue elegida concejala en el ayuntamiento de Bande en las Elecciones municipales de España de 1995, renovando el cargo en 1999 y 2003. Ocupó el cargo de concejala de Cultura y Deporte, y posteriormente pasó a ser segunda teniente de alcalde. El 2006 fue elegida alcaldesa de Bande, tras el fallecimiento del anterior alcalde Amador de Celis. En las Elecciones municipales de España de 2007 no se presentó, y encabezó la lista para el PP su marido José Antonio Armada.
Es coordinadora de participación del Partido Popular de Orense, y miembro del comité ejecutivo provincial así como de la Junta directiva nacional.
El 12 de marzo de 2000, fue elegida diputada por Orense al Congreso de los Diputados y reelegida en 2004, 2008, 2011 y 2016. Fue portavoz adjunta de la Comisión Mixta de Seguridad Nacional en el Congreso de los Diputados entre 2016 y 2018.
En la anterior legislatura fue miembro de las comisiones de Justicia, de Interior, y de Trabajo, Migraciones y Seguridad Social. 
El 22 de febrero de 2022, dimitió de su cargo como Secretaria ejecutiva en el exterior del Partido Popular, a raíz de la crisis interna que atravesaba el mismo.